# Likiliki Bay
Likiliki Bay (in der deutschen Kolonialzeit Likilikibucht genannt) ist eine Bucht an der Südküste der Insel Neuirland in der Provinz New Ireland.

## Geographie
Das Gebiet der Bucht ist vulkanischen Ursprungs und die Küstenlinie ist von gehobenen Korallenkalken geprägt. Die Bucht wird im Westen von dem nach Süden vorspringenden Cape Bougainville begrenzt und läuft im Osten flach aus. Der Lakut River entwässert in die Bucht.
Die Ufer sind besiedelt und von Plantagenwirtschaft geprägt. Die Siedlung Bakok liegt westlich der Bucht.

## Geschichte

Marquis-de-Rays-Kolonie in Likiliki, 1880. Tableau in der Sydney Mail vom 30. Oktober d. J., nach einer Fotografie des Rev. G. Brown

Anfang der 1880er Jahre war die Bucht Siedlungsraum für das Kolonialprojekt „freies Neufrankreichs in der Südsee“ (La Nouvelle France, Colonie Libre du Port Breton) des Franzosen Charles Bonaventure du Breil, Marquis de Rays, der verschiedene Punkte im Süden Neuirlands für seine Siedlungsgründung ausgewählt hatte. Nach vergeblichen Rodungs- und Ackerbauversuchen, harter Entbehrungen und einer Vielzahl von Todesfällen wurde das Unternehmen allerdings wieder aufgegeben.
Die Bucht war somit schon zur deutschen Kolonialzeit bekannt und trug ihren Namen nach einer dort vorhandenen indigenen Siedlung.
Bis 1899 war Neuirland Teil des Schutzgebiets der Neuguinea-Kompagnie, zwischen 1899 und 1914 entsprechend Teil der Kolonie Deutsch-Neuguinea.